# It’s Not Me, It’s You
It's Not Me, It's You – drugi studyjny album brytyjskiej wokalistki popowej Lily Allen. Płyta została wydana 9 lutego w Europie, a dzień później w Stanach Zjedenoczonych przez wytwórnię Capitol Records. Album dotarł do pierwszego miejsca w Wielkiej Brytanii, Australii oraz Kanadzie. British Phonographic Industry 5 lutego 2010 roku przyznała mu status potrójnej platynowej płyty. Z albumu wydano łącznie sześć singli, a wśród nich znalazł się "The Fear", dzięki któremu Lily po raz drugi w swojej karierze dotarła do szczytu notowania UK Singles Chart.

## Lista utworów
| Nr.  | Tytuł                                | Czas |
| ---- | ------------------------------------ | ---- |
| 1.   | „Everyone's At It”                   | 4:18 |
| 2.   | „The Fear”                           | 3:26 |
| 3.   | „Not Fair”                           | 3:20 |
| 4.   | „22”                                 | 3:04 |
| 5.   | „I Could Say”                        | 4:02 |
| 6.   | „Back To The Start”                  | 4:11 |
| 7.   | „Never Gonna Happen”                 | 3:25 |
| 8.   | „Fuck You”                           | 3:35 |
| 9.   | „Who'd Have Known”                   | 3:47 |
| 10.  | „Chinese”                            | 3:26 |
| 11.  | „Him”                                | 3:15 |
| 12.  | „He Wasn't There”                    | 2:51 |
| ---- | Edycja Japońska                      | ---- |
| 13.  | „Kabul Shit”                         | 3:45 |
| 14.  | „Fag Hag”                            | 2:57 |
| 15.  | „The Fear” Music Video               | --   |
| ---- | Edycja iTunes                        | ---- |
| 13.  | „The Fear” wersja akustyczna         | 3:26 |
| 14.  | „He Wasn't There” wersja akustyczna  | 2:50 |
| ---- | Edycja UK                            | ---- |
| 13.  | „Who'd Have Known” wersja akustyczna | 3:49 |